# Luana de Noailles
Luana de Noailles (Salvador, 23 de novembro de 1949), é uma empresária e ex-modelo brasileira das décadas de 60 e 70. Foi a primeira modelo negra do Brasil, tendo feito muito sucesso internacionalmente para marcas como Paco Rabanne, Chanel e Dior.

## Primeiros anos
Nascida no bairro do Curuzu e criada na Liberdade, em Salvador, Luana é filha de Manuel do Sacramento e de Antonieta de Jesus Santos. Na infância, estudou em colégio católico.

## Carreira
Luana de Noailles começou com modelo desfilando para eventos e feiras de moda em Salvador, Bahia, apadrinhada pelo estilista Di Carlo, época em que ainda era apelidada «Rai». Aos dezesseis anos e ainda na Bahia é descoberta por uma equipe de olheiros da Rhodia, que queriam uma modelo «negra como Pelé» e se admiraram com sua beleza e estatura, Luana torna-se modelo dessa poderosa marca, patrocinadora da Fenit.
Ainda no Brasil, encanta o estilista Paco Rabanne, de visita à Fenit, o qual a convida para ser sua modelo. Então, em 1967, aos dezessete anos, ela chega à Europa, onde se instala inicialmente na Itália, indo, pouco depois, viver sozinha no quinto andar do hotel d'Harcourt, em Paris, já contratada pela agência de Catherine Harley. A partir daí, passa a desfilar para as mais importantes grifes do mundo, como Yves Saint Laurent, Paco Rabanne e Christian Dior, e vira um mito no mundo da moda, quase quinze anos antes de Naomi Campbell. 
Em entrevista à mídia francesa, Luana declarou como fez para se integrar à nova vida na França sem falar nem compreender o idioma local:
Foi terrível, fiquei em pânico, mas depois, como de costume, reagi. E durante meses fui todos os dias comprar meu fiel 'professor de francês': o [jornal] France Soir!
Sobre a ex-modelo, Paco Rabanne declarou em entrevista:
Foi em São Paulo que eu a vi e a convidei, mas no momento em que ela exprimiu o desejo de vir trabalhar em Paris eu a dissuadi. No ramo da moda eu sabia dos problemas que ela enfrentaria por sua cor: os negros não estavam na moda na época. Quando voltei a Paris, ela apareceu e participou de minha primeira coleção, e o sucesso foi imediato! (...) Rapidamente, Luana se torna uma estrela. A seu charme natural se junta o ritmo da dança. De fato, graças à música que ela se destacou. A partir do momento que sonorizei meus desfiles, ela se destacou das outras, era uma dançarina incomparável. Além do mais, ela ficava à vontade em todo lugar e em todas as circunstâncias. (...) A partir de então, ficou impossível apresentar uma coleção sem uma modelo negra.
«Luana da Bahia», como seria carinhosamente chamada na moda, abriu o caminho da beleza étnica ao desfilar na década de 70 para os mais renomados estilistas do mundo.

## Vida pessoal

### Casamento nobre
Em 29 de outubro de 1977, Luana se casa com o conde Gilles de Noailles, membro de uma das famílias mais aristocráticas da França, tornando-se a «Condessa de Noailles».. Após o casamento, finaliza sua trajetória como manequim e tem um filho, Matthieu, no início da década de 1980.
Sobre seu casamento, o estilista Paco Rabanne declarou:
Fui testemunha de seu casamento com [o conde] Gilles de Noailles, no castelo da família. De um lado, uma família rígida; do outro, brasileiros exuberantes. No meio disso, Luana, sem nenhum deslumbramento. Na sala de recepção... uma feijoada.
Com dupla cidadania, a ex-modelo atualmente vive em Paris.

### Homenagem
Em 1982 a trajetória de sucesso de Luana chamou a atenção de Joãosinho Trinta, ao escalar os nomes dos homenageados para o enredo «A grande constelação das estrelas negras», que rendeu o título para a Beija-Flor em 1983.